# Кокия Кука
Кокия Кука (лат. Kokia cookei) — вид деревьев рода Кокия (Kokia) семейства Мальвовые (Malvaceae).

## Распространение и экология
В настоящее время в дикой природе не встречается. В конце XIX века на острове Молокаи было обнаружено три экземпляра растения, по которым было сделано описание. Позднее они погибли, но с них удалось собрать семена и получить три проростка, из которых лишь один дожил до взрослого состояния. Он ежегодно цвёл и плодоносил, что спасло вид от вымирания.

## Ботаническое описание
Деревья высотой 3,5—4,5 м.

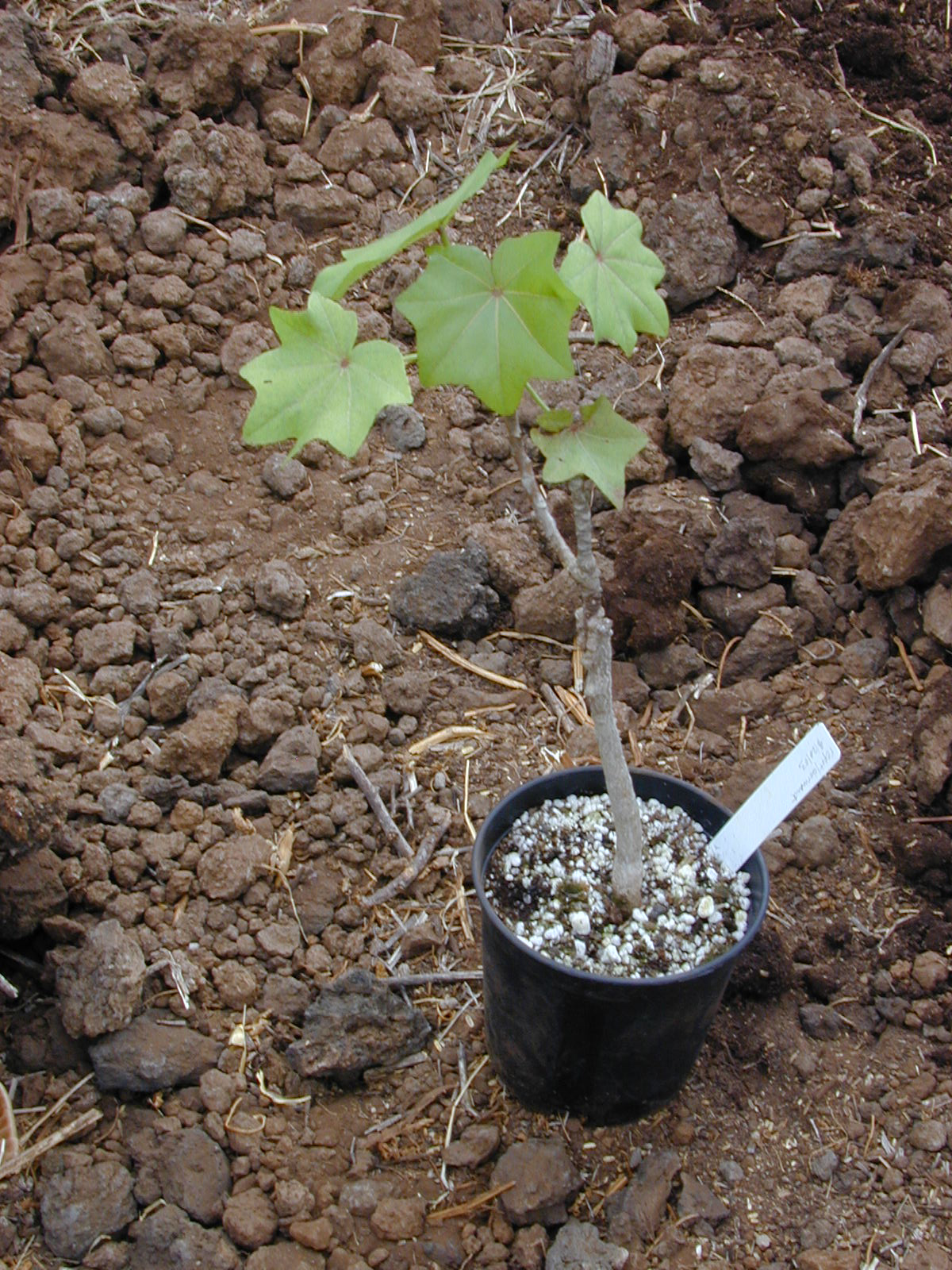
Kokia cookei. Молодое растение

Листья пятираздельные, на длинных черешках, тонкокожистые, бледно-зелёного цвета, с красноватыми точками, снизу волосистые, шириной 9—13 см. К концу периода вегетации листья краснеют.
Цветки одиночные, на цветоножках. Чашечка тонкокожистая, покрытая тёмными точками, венчик оранжево-красного цвета. Лепестки венчика отогнутые, до 6 см шириной и длиной 8 см.
Плоды сжато-эллипсоидные, до 3 см в диаметре.
На одном растении можно одновременно наблюдать и цветки, и плоды.

## Таксономия
Вид Kokia cookei входит в род Kokia подсемейства Malvoideae семейства Мальвовые (Malvaceae) порядка Мальвоцветные (Malvales).
|  |                                      |  |                                                       |                                                       |                     |  | ещё 10 семейств (согласно Системе APG II) | ещё 10 семейств (согласно Системе APG II) |                     |  |  |  | ещё около 2 видов |
|  |                                      |  |                                                       |                                                       |                     |  | ещё 10 семейств (согласно Системе APG II) | ещё 10 семейств (согласно Системе APG II) |                     |  |  |  | ещё около 2 видов |
|  |                                      |  |                                                       | порядок Мальвоцветные                                 |                     |  |                                           |                                           | род Kokia           |  |  |  |                   |
|  |                                      |  |                                                       | порядок Мальвоцветные                                 |                     |  |                                           |                                           | род Kokia           |  |  |  |                   |
|  | отдел Цветковые, или Покрытосеменные |  |                                                       |                                                       | семейство Мальвовые |  |                                           |                                           | вид Kokia cookei    |  |  |  |                   |
|  | отдел Цветковые, или Покрытосеменные |  |                                                       |                                                       | семейство Мальвовые |  |                                           |                                           |                     |  |  |  |                   |
|  |                                      |  | ещё 44 порядка цветковых растений (по Системе APG II) | ещё 44 порядка цветковых растений (по Системе APG II) |                     |  |                                           | ещё около 205 родов                       | ещё около 205 родов |  |  |  |                   |
|  |                                      |  |                                                       | ещё 44 порядка цветковых растений (по Системе APG II) |                     |  |                                           |                                           | ещё около 205 родов |  |  |  |                   |